# Barthélemy Lauvergne
Barthélemy Lauvergne, född sommaren 1805 i Toulon, död ca 1871 i Carcès i departementet Var, var en fransk konstnär som var verksam under expeditioner till såväl Söderhavet som Nordatlanten.

## Viktiga resor
Lauvergne medföljde som konstnär under världsomseglingen 1826–1829 med korvetten L'Astrolabe under Jules Dumont d'Urvilles befäl. Därefter seglade han 1829–1832 ombord på Favourite som bland annat besökte Australien.
År 1839 engagerades Lauvergne som konstnär i La Recherche-expeditionen som gick till Färöarna, Spetsbergen och Finnmark fylke.

## Några verk

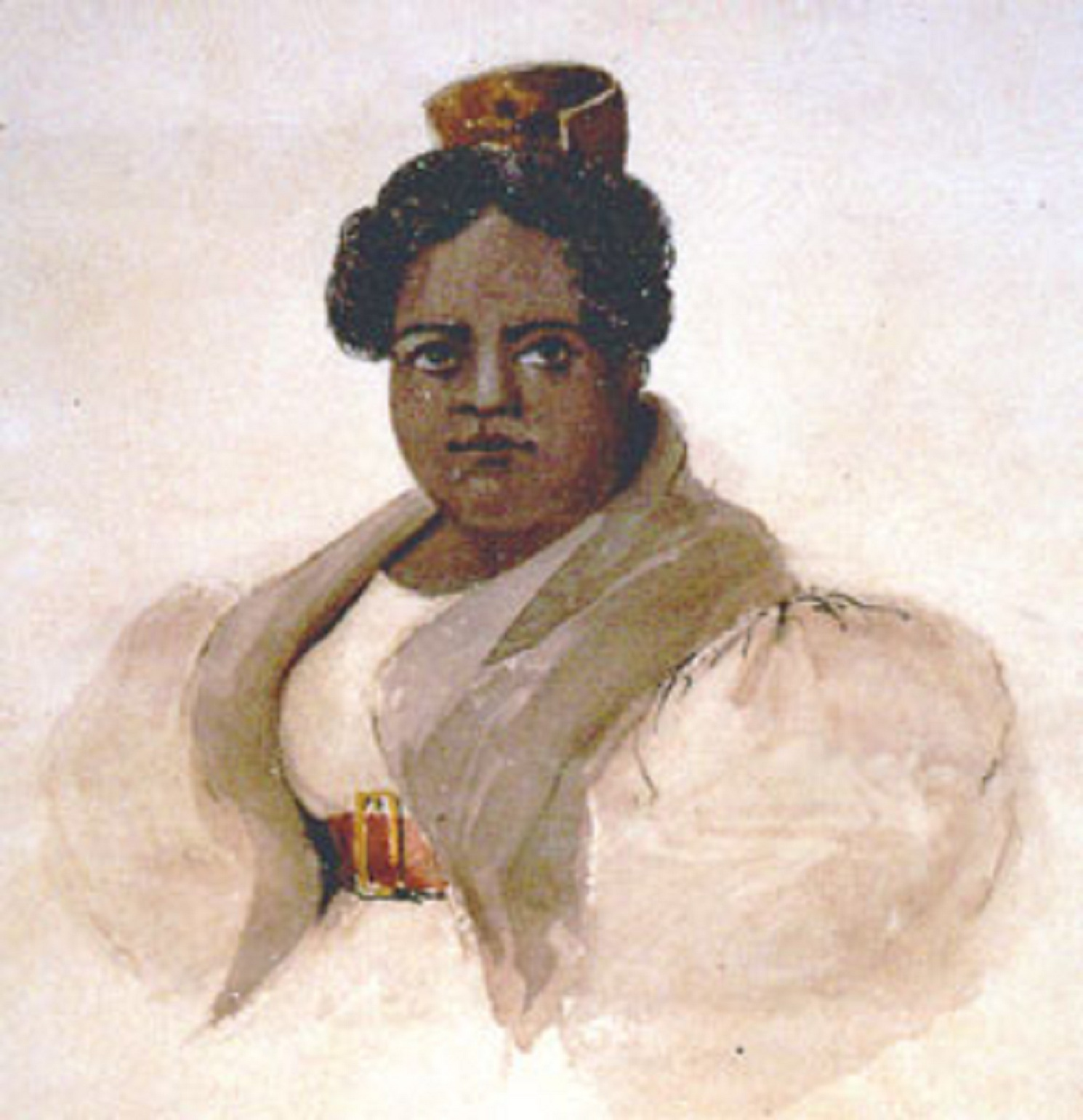
Kaahumanu II eller Elizabeth Kinau, prinsessa av Hawaii (1836?)
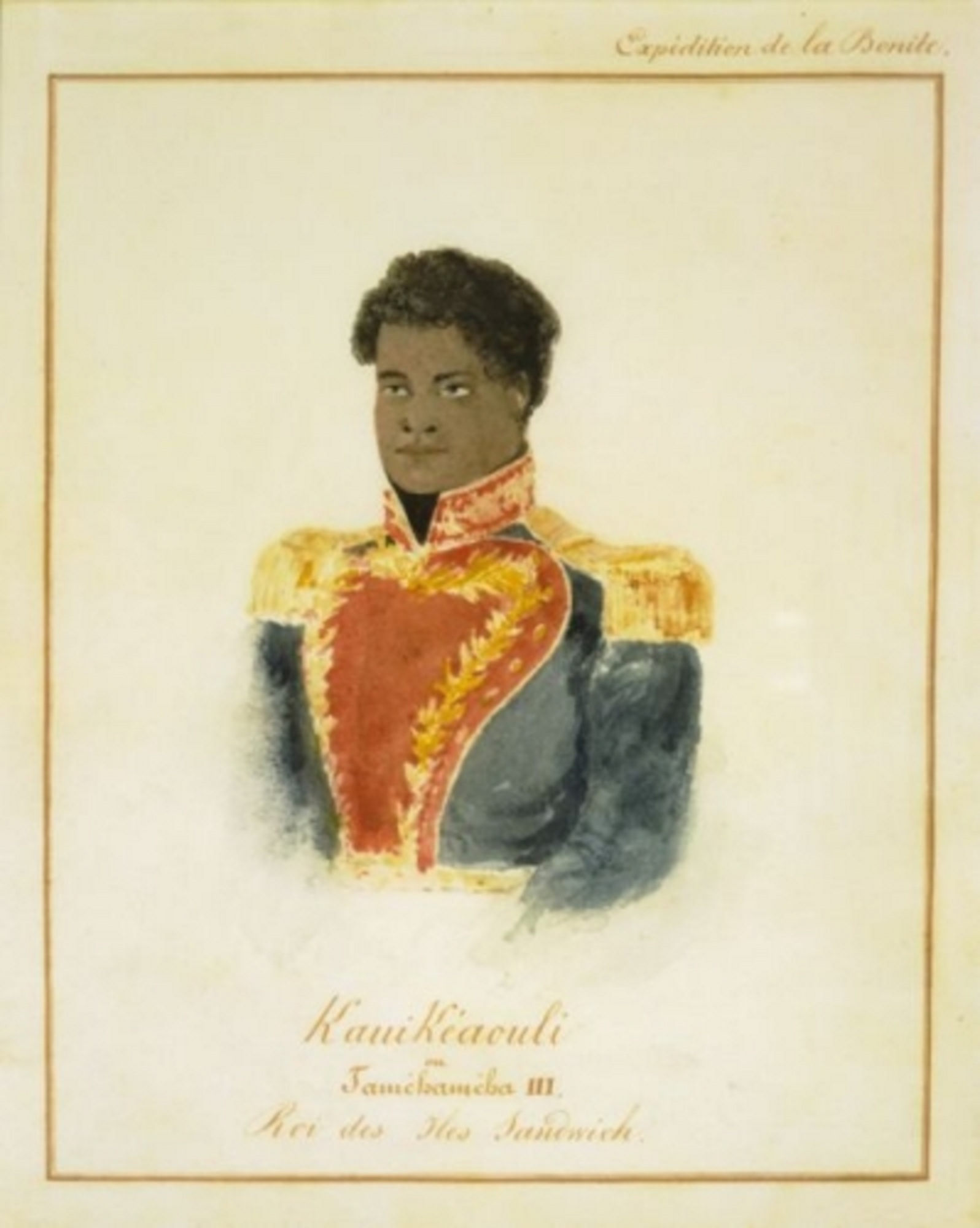
Kamehameha III eller Kauikeaouli, kung av Hawaii (1836?)
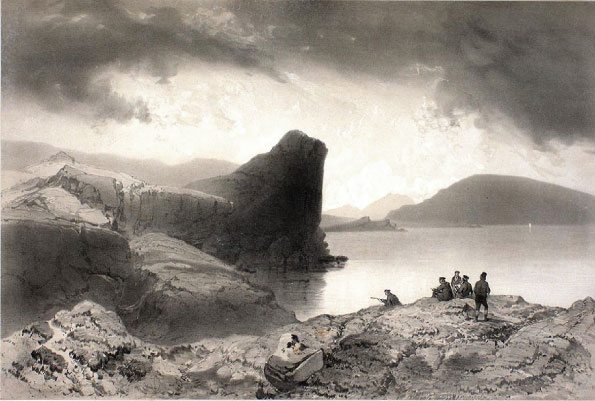
Hoyvík på Färöarna (1839)
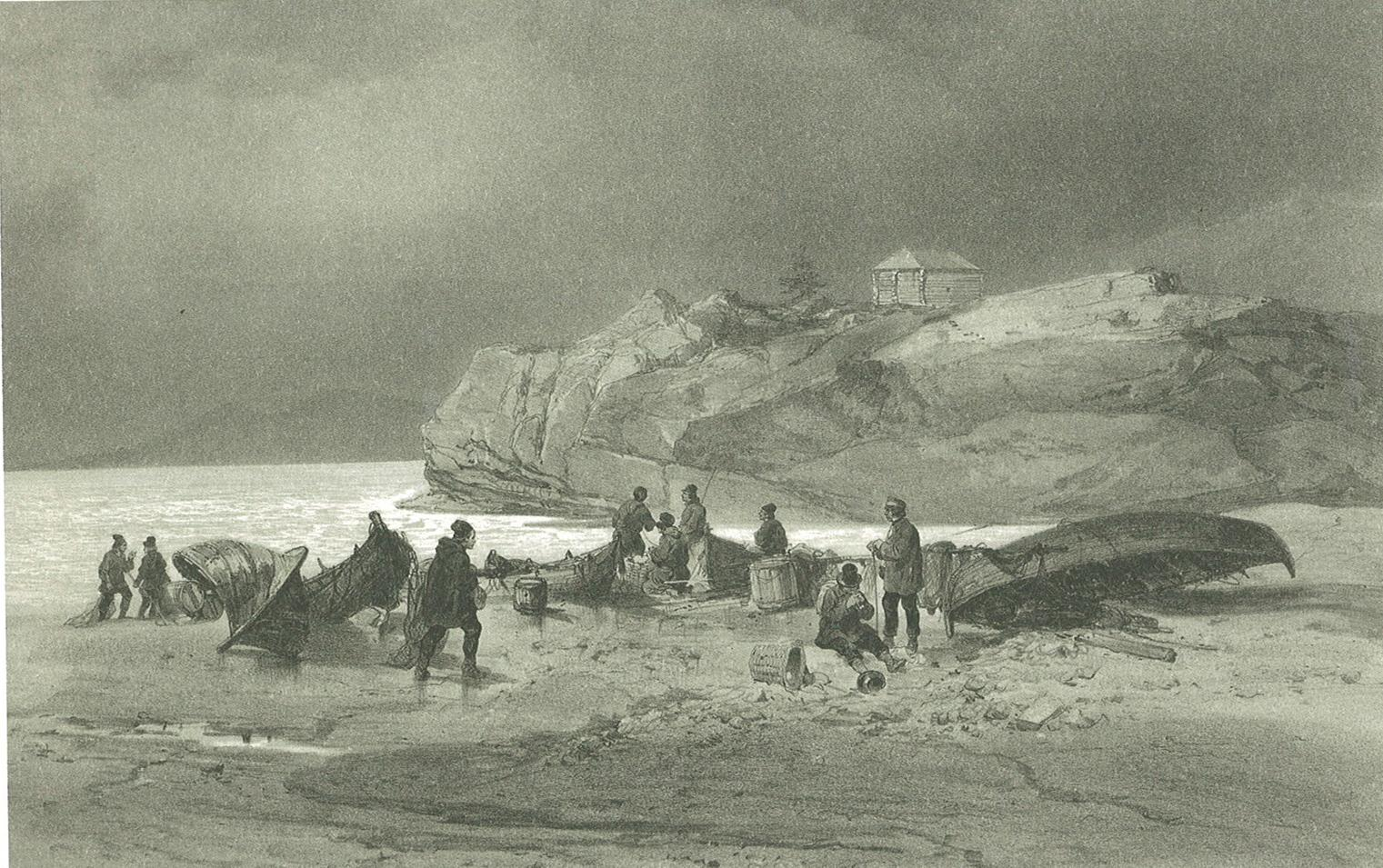
Sjösamer och forskare i Bossekop vid Altafjorden (1839)
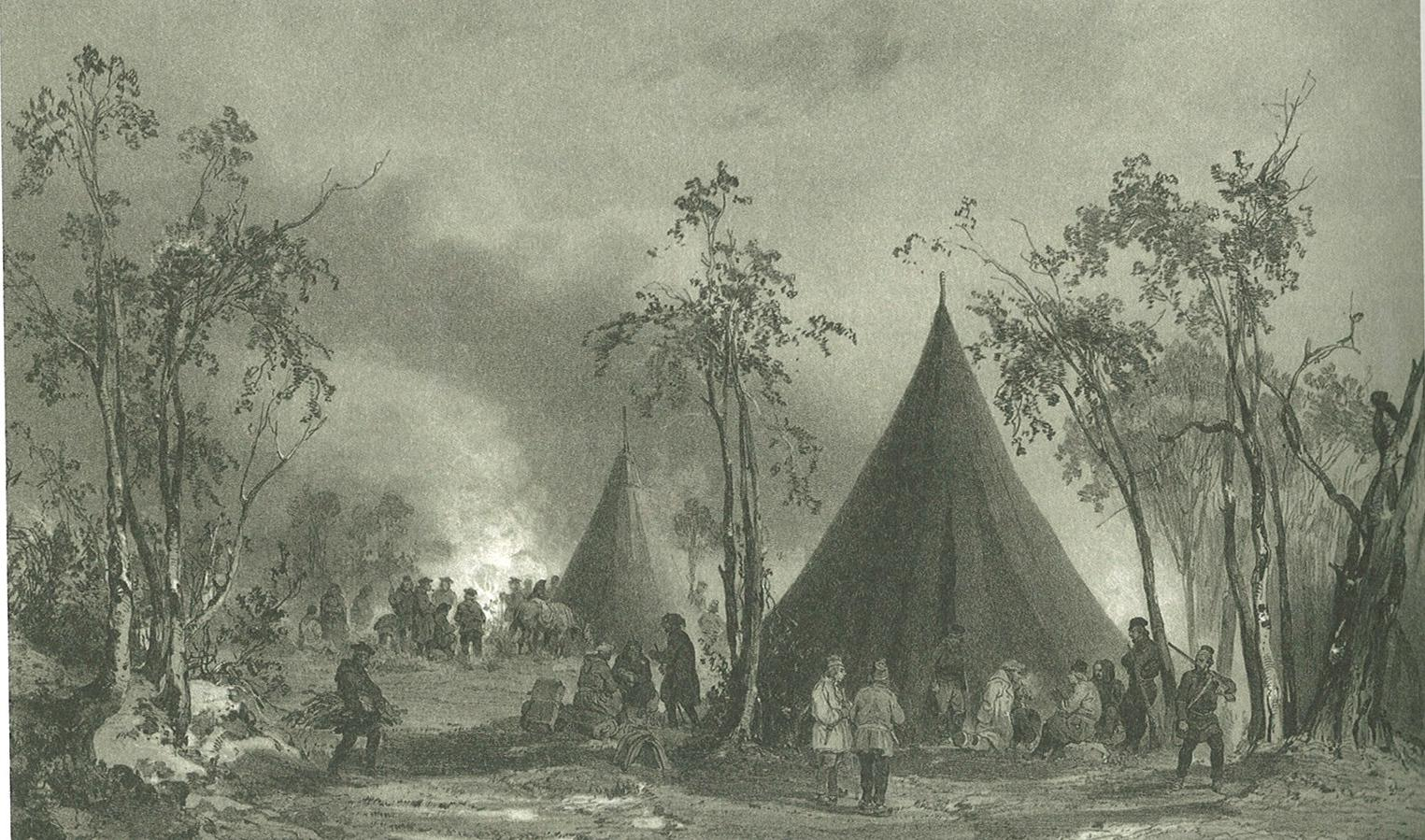
Fjällsamer vid tältkåtor i Karasjok i norska Finnmark (1839)